# Elezioni parlamentari in Grecia del maggio 1915
Le elezioni parlamentari in Grecia del maggio 1915 si tennero il 13 giugno 1915 (data corrispondente al 31 maggio del calendario giuliano in uso all'epoca). Il risultato fu una vittoria schiacciante per Eleftherios Venizelos e il suo Partito dei Liberali, che ottenne 187 dei 316 seggi in Parlamento. Venizelos affermò che la sua vittoria era la prova che il popolo greco approvasse la sua politica, che favoriva gli alleati della prima guerra mondiale.

## Risultati
| Partito                                 | Voti    | % | Seggi |
| --------------------------------------- | ------- | - | ----- |
| Partito dei Liberali                    |         |   | 187   |
| Gruppo giapponese                       |         |   | 95    |
| Sostenitori di Georgios Theotokis       |         |   | 12    |
| Sostenitori di Dimitrios Rallis         |         |   | 7     |
| Sostenitori di Nikolaos Dimitrakopoulos |         |   | 6     |
| Federazione socialista di Salonicco     |         |   | 2     |
| Indipendenti                            |         |   | 7     |
| Totale                                  | 686.990 |   | 316   |
| Fonte: Nohlen & Stöver                  |         |   |       |

## Conseguenze
Nonostante la vittoria dei liberali, la disputa tra Venizelos e il re Costantino I continuò. A dicembre si svolsero nuove elezioni, boicottate da Venizelos e dal suo partito in quanto incostituzionali. Nell'agosto 1916, Venizelos istituì un governo provvisorio rivale di difesa nazionale nel nord del paese sotto gli auspici delle potenze dell'Intesa, un evento noto come Scisma nazionale.
Il Parlamento del maggio 1915 fu successivamente richiamato quando Costantino fu costretto ad abdicare e lasciare il paese nel giugno 1917 in seguito alla vittoria dei venizelisti. Di conseguenza, il Parlamento fu ironicamente soprannominato dai monarchici come il "Parlamento dei Lazzari" (Βουλή των Λαζάρων), e continuò a riunirsi in seduta fino alle elezioni dell'ottobre 1920.